# تایلورسویل (میسیسیپی)
تایلورسویل (به انگلیسی: Taylorsville) شهرکی در ایالت میسیسیپی کشور ایالات متحده آمریکا است که جمعیت آن در سرشماری سال ۲۰۱۰ میلادی، ۱٬۳۵۳
نفر بوده‌است.